# Galeria Națională
Galeria Națională este un film românesc din 1963 regizat de Gabriel Barta.